# Gallerucida asticha
Gallerucida asticha là một loài bọ cánh cứng trong họ Chrysomelidae. Loài này được Yang in Li, Zhang & Xiang miêu tả khoa học năm 1997.